# Ostedes tonkinea
Ostedes tonkinea är en skalbaggsart som beskrevs av Maurice Pic 1944. Ostedes tonkinea ingår i släktet Ostedes och familjen långhorningar. Inga underarter finns listade i Catalogue of Life.